# Новофедорівка (Джанкойський район)
Новофе́дорівка (до 1948 року — Аву́з-Кенеґе́з, крим. Avuz Kenegez) — село в Джанкойському районі Автономної Республіки Крим. Розташоване на сході району, входить до складу Стальненської сільської ради. Населення — 230 осіб за переписом 2001 року.

## Географія
Новофедорівка — село на сході району, у степовому Криму на одній з балок, що впадає в Сиваш. Висота над рівнем моря — 6 м. Сусідні села: Нижні Острожки (1 км на схід) і Новопавлівка (2 км на північний захід). Відстань до райцентру — близько 22 кілометрів, найближча залізнична станція — Азовська (на лінії Джанкой — Феодосія) — близько 17 км.

## Історія
Вперше село згадується у Камеральному Описі Криму… 1784 року, судячи з якого, в останній період Кримського ханства Авуз-Кенегез іменувався як Енмес Кенекес і входив до Таманського кадилику Карасубазарського каймакамства.
Після анексії Кримського ханства Російською імперією, у 1784 році село було приписане до Перекопського повіту Таврійської області. Після Павловських реформ, з 1792 по 1802 рік входило до Акмечетського повіту Новоросійської губернії. За новим адміністративним поділом, після створення 8 (20) жовтня 1802 Таврійської губернії, Ауз-Кенегез був включений до складу Таганашминської волості Перекопського повіту.
Згідно з Відомістю про усі селища, що в Перекопському повіті перебувають… від 21 жовтня 1805 року в селі Агиз-Кенегез числилося 12 дворів, 76 кримських татар і 4 ясири. На військовій топографічній карті Кримського півострова, складеній у 1817 році генерал-майором Семеном Олександровичем Мухіним в селі Кенегес нараховується 10 дворів. На топографічній карті півострова Крим полковника Бєтєва і підполковника Оберга, виданій Військово-топографічним депо у 1842 році у Авуз-Кенегезі налічується до 5 дворів (позначака «мале село»). У Списку населених місць Таврійської губернії за відомостями 1864 року, складеному за результатами VIII-ї ревізії 1864 року, Авуз-Кенегез, який після земської реформи Олександра II був приписаний до Байгончекської волості — власницьке татарське село на чотири двори і десять мешканців. На трьохверстовій карті Криму 1865–1876 селище позначене шістьма дворами.
Після Кримської війни, коли кримські татари масово почали емігрувати в Туреччину, опустіло і селище Авуз-Кенегез. Згідно з Пам'ятною книгою Таврійської губернії за 1867 ріксело стояло пустим в руїнах. Не значиться воно і в Пам'ятній книзі Таврійської губернії за 1889 рік, хоча, згідно з енциклопедичним словником «Німці Росії», німецький менонітський хутір Езау, більше відомий під старою назвою Ауз-Кенегез, був заснований у 1872 році.
Після земської реформи 1890 року село було віднесене до Ак-Шейхської волості. Згідно з Календарем і Пам'ятною книжкою Таврійської губернії на 1900 рік в Ауз-Кенегезі нараховувався 41 житель у одному дворі. У Статистичному довіднику Таврійської губернії за 1915 рік в Ак-Шейхській волості Перекопського повіту значиться економія Ауз-Кенегез, вона ж Езау.
Згідно зі Списком населених пунктів Кримської АРСР до Всесоюзного перепису населення 17 грудня 1926 року Ауз-Кенегез входив до складу Антонівської сільради Джанкойського району. Після утворення у 1935 році Колайського району (1944-го перейменований у Азовський) хутір включили до його складу.
Невдовзі після початку німецько-радянської війни, 18 серпня 1941 року кримські німці були депортовані, спочатку в Ставропольський край, а потім у Сибір і північний Казахстан. 18 травня 1948 року указом Президії Верховної Ради РРФСР Ауз-Кенегез був перейменований на Ново-Федорівку.
У грудні 1962 року указом Президії Верховної Ради УРСР Азовський район був скасований і Новофедорівка увійшла до Джанкойського району.

## Населення
Згідно з переписом УРСР 1989 року чисельність наявного населення села становила 147 осіб, з яких 73 чоловіки та 74 жінки.
За переписом населення України 2001 року в селі мешкало 228 осіб.

### Мова
Розподіл населення за рідною мовою за даними перепису 2001 року:
| Мова              | Відсоток |
| ----------------- | -------- |
| кримськотатарська | 59,13 %  |
| російська         | 36,96 %  |
| українська        | 3,04 %   |
| білоруська        | 0,87 %   |